# Santa Cruz (California)
Santa Cruz es la capital y mayor ciudad del condado homónimo, en el estado de California (Estados Unidos). Se encuentra situada en el borde norte de la bahía de Monterey, aproximadamente a 115 kilómetros al sur de San Francisco.
El terreno que ocupa Santa Cruz en la actualidad fue un asentamiento indio durante la era precolombina. A finales del siglo XVIII, Santa Cruz se convirtió en uno de los primeros asentamientos españoles en la zona de Alta California, contando con una misión religiosa que aún hoy en día se mantiene en pie. A finales del siglo XIX, una vez que California ya formaba parte de los Estados Unidos, Santa Cruz se convirtió en una zona residencial y turística de gran popularidad, debido a sus playas idílicas y sus bosques de sequoias. En la actualidad, Santa Cruz es una ciudad conocida en todos los Estados Unidos por su clima moderado, su belleza natural, sus comunidades con estilos de vida alternativos, y las tendencias políticas liberales de sus habitantes. También cuenta con uno de los campus de la Universidad de California, lo que la convierte en un destino para miles de estudiantes e investigadores de todo el mundo.

## Historia

### Los ohlone y la era precolombina
Antes de la llegada de los colonizadores europeos en el siglo XVIII, la zona de Santa Cruz estaba habitada por los ohlone, una tribu nómada de indios americanos.

### Fundación y crecimiento
En 1769, el explorador español Gaspar de Portolá se encontraba viajando a Monterrey, pero acabó recalando accidentalmente en el lado opuesto de la bahía. De Portolá bautizó al río local como San Lorenzo (en honor al santo), y a las colinas circundantes como Santa Cruz. En 1791, el padre Fermín Lasuén estableció la Misión de la Exaltación de la Santa Cruz, cuyo objetivo era la conversión al catolicismo de las tribus indias locales (los awaswas y los ohlones). Santa Cruz fue la duodécima misión religiosa en fundarse en el estado de California.
En abril de 1796, y por orden del virrey de Nueva España Miguel de la Grúa Talamanca y Branciforte, el capitán Pere d'Alberní y su Libre Compañía de Voluntarios de Cataluña (una unidad irregular de 72 soldados al servicio de la Corona española) se trasladaron a California para hacerse cargo de los cuarteles militares españoles en Monterrey, Santa Bárbara, San Diego y San Francisco. En lo que es hoy en día la zona este de Santa Cruz, Alberní fundó la ciudad de Villa Branciforte, en honor al virrey. Unos años más adelante, Villa Branciforte y la Misión de Santa Cruz se unificaron y pasaron a formar la actual Santa Cruz.
En la década de 1820, el gobierno mexicano (recientemente independizado de España) asumió el control de la zona. Durante los siguientes veinte años, Santa Cruz fue un fuerte centro de inmigración desde otras zonas de Norteamérica. En 1848, y como consecuencia de la guerra entre México y los Estados Unidos, se firmó el Tratado de Guadalupe Hidalgo, que otorgaba la soberanía de California al gobierno estadounidense. California acabó convirtiéndose en un estado de Estados Unidos en 1850.

### Activismo social y político en la era moderna
Santa Cruz ha sido tradicionalmente uno de los focos de activismo liberal en Estados Unidos, como demuestra el hecho de que, en 1992, se convirtió en una de las primeras ciudades en aprobar, casi por unanimidad, el uso clínico de la marihuana, y en asistir activamente a los pacientes que necesiten su uso. En 2006, los votantes aprobaron la Medida K, por la cual el departamento de policía local trataba el uso de marihuana como un asunto de prioridad mínima. Santa Cruz también cuenta con una comunidad de exsoldados activistas. El grupo coordinador de estos soldados, en colaboración con los ciudadanos, patrocina una serie de actividades encaminadas a facilitar la reincorporación de los soldados a la vida civil, y también promueve actos pacifistas y contra la guerra en todo el territorio de Estados Unidos. El Centro de Recursos para la no violencia, fundado en 1976, es una de las organizaciones no-gubernamentales más antiguas del país y promueve el activismo político y social en todo el condado de Santa Cruz. Su objetivo es "la promoción de los principios del cambio social no-violento y la mejora de la calidad de vida y de la dignidad humana". En 1998, Santa Cruz se autodeclaró una libre de sustancias radioactivas, y en 2003, el condado de Santa Cruz se convirtió en el primer órgano gubernamental de los Estados Unidos en denunciar la declaración de guerra a Irak. El condado también ha proclamado su oposición al acta Ley Patriota, la cual restringía ciertos derechos civiles de los ciudadanos estadounidenses.

## Clima
Santa Cruz disfruta de un clima mediterráneo moderado durante todo el año, con inviernos frescos y lluviosos y veranos secos y cálidos. Debido a su enclave en la bahía de Monterrey, es normal que haya niebla durante la noche y a primera hora de la mañana, especialmente en verano.
De acuerdo a los datos de la tabla a continuación y a los criterios de la clasificación climática de Köppen Csb modificada.
| Parámetros climáticos promedio de Santa Cruz en el periodo 1981-2010 | Parámetros climáticos promedio de Santa Cruz en el periodo 1981-2010 | Parámetros climáticos promedio de Santa Cruz en el periodo 1981-2010 | Parámetros climáticos promedio de Santa Cruz en el periodo 1981-2010 | Parámetros climáticos promedio de Santa Cruz en el periodo 1981-2010 | Parámetros climáticos promedio de Santa Cruz en el periodo 1981-2010 | Parámetros climáticos promedio de Santa Cruz en el periodo 1981-2010 | Parámetros climáticos promedio de Santa Cruz en el periodo 1981-2010 | Parámetros climáticos promedio de Santa Cruz en el periodo 1981-2010 | Parámetros climáticos promedio de Santa Cruz en el periodo 1981-2010 | Parámetros climáticos promedio de Santa Cruz en el periodo 1981-2010 | Parámetros climáticos promedio de Santa Cruz en el periodo 1981-2010 | Parámetros climáticos promedio de Santa Cruz en el periodo 1981-2010 | Parámetros climáticos promedio de Santa Cruz en el periodo 1981-2010 |
| Mes                                                                  | Ene.                                                                 | Feb.                                                                 | Mar.                                                                 | Abr.                                                                 | May.                                                                 | Jun.                                                                 | Jul.                                                                 | Ago.                                                                 | Sep.                                                                 | Oct.                                                                 | Nov.                                                                 | Dic.                                                                 | Anual                                                                |
| -------------------------------------------------------------------- | -------------------------------------------------------------------- | -------------------------------------------------------------------- | -------------------------------------------------------------------- | -------------------------------------------------------------------- | -------------------------------------------------------------------- | -------------------------------------------------------------------- | -------------------------------------------------------------------- | -------------------------------------------------------------------- | -------------------------------------------------------------------- | -------------------------------------------------------------------- | -------------------------------------------------------------------- | -------------------------------------------------------------------- | -------------------------------------------------------------------- |
| Temp. máx. abs. (°C)                                                 | 28.3                                                                 | 31.7                                                                 | 32.2                                                                 | 36.1                                                                 | 36.7                                                                 | 41.1                                                                 | 40.6                                                                 | 42.2                                                                 | 42.2                                                                 | 39.4                                                                 | 33.3                                                                 | 30.6                                                                 | 42.2                                                                 |
| Temp. máx. media (°C)                                                | 15.9                                                                 | 16.8                                                                 | 18                                                                   | 19.7                                                                 | 21.2                                                                 | 22.7                                                                 | 23                                                                   | 23.5                                                                 | 23.6                                                                 | 21.9                                                                 | 18.3                                                                 | 15.6                                                                 | 20                                                                   |
| Temp. media (°C)                                                     | 9.8                                                                  | 10.9                                                                 | 11.8                                                                 | 13.1                                                                 | 14.6                                                                 | 16.3                                                                 | 17.2                                                                 | 17.3                                                                 | 17.2                                                                 | 15.4                                                                 | 12.4                                                                 | 10.1                                                                 | 13.9                                                                 |
| Temp. mín. media (°C)                                                | 4.9                                                                  | 5.9                                                                  | 6.7                                                                  | 7.5                                                                  | 9.2                                                                  | 10.8                                                                 | 12.1                                                                 | 12.2                                                                 | 11.4                                                                 | 9.4                                                                  | 6.8                                                                  | 4.9                                                                  | 8.5                                                                  |
| Temp. mín. abs. (°C)                                                 | -9.4                                                                 | -5.6                                                                 | -2.2                                                                 | -1.7                                                                 | -2.2                                                                 | 1.1                                                                  | 2.2                                                                  | 3.3                                                                  | -3.3                                                                 | -6.7                                                                 | -3.3                                                                 | -7.2                                                                 | -9.4                                                                 |
| Precipitación total (mm)                                             | 162.6                                                                | 158.5                                                                | 118.6                                                                | 50.5                                                                 | 21.6                                                                 | 4.8                                                                  | 0.3                                                                  | 1                                                                    | 6.9                                                                  | 36.6                                                                 | 95.3                                                                 | 144.3                                                                | 800.9                                                                |
| Días de precipitaciones (≥ 0.01 in)                                  | 10.6                                                                 | 10.9                                                                 | 10.0                                                                 | 5.9                                                                  | 3.3                                                                  | 1.3                                                                  | 0.3                                                                  | 0.7                                                                  | 1.5                                                                  | 3.5                                                                  | 7.5                                                                  | 10.7                                                                 | 66.2                                                                 |
| Fuente n.º 1: NOAA                                                   |                                                                      |                                                                      |                                                                      |                                                                      |                                                                      |                                                                      |                                                                      |                                                                      |                                                                      |                                                                      |                                                                      |                                                                      |                                                                      |
| Fuente n.º 2: Weatherbase                                            |                                                                      |                                                                      |                                                                      |                                                                      |                                                                      |                                                                      |                                                                      |                                                                      |                                                                      |                                                                      |                                                                      |                                                                      |                                                                      |

## Demografía
Según el censo de 2000, había un total de 54.593 personas con 20.442 casas y 10.404 familias que residían en la ciudad. La densidad demográfica incluye 1.682,2 hab./km². Los hispanos o latinos representan el 23.79% de la población.
| Gráfica de evolución de Santa Cruz entre 1860 y 2019 |
|                                                      |

## Los pájarosde Hitchcock
El 28 de agosto de 1961 en el periódico local Santa Cruz Sentinel, en la Bahía de Monterrey, registró una noticia que decía lo siguiente: 

Sobre las tres de la madrugada, una lluvia de pájaros se precipitó sobre los tejados de las casas despertando a la población que, asustada por la ofensiva de las gaviotas, salió corriendo de sus viviendas y se defendió con improvisadas antorchas de fuego. Por la mañana, los habitantes de la ciudad se encontraron con las calles cubiertas por los cadáveres de los animales. Las aves, que vomitaron pedazos de pescado -su propia comida-, liberaron un hedor insoportable y pestilente.

 La noticia le llegó a Hitchcock ya que tenía un rancho en la zona. La noticia le llegó en el momento que estaba preparando la adaptación de la novela de la escritora londinense.
En el 2011, biólogos marinos de la Louisiana State University, después de años de investigación descubrieron que pudo ser debido a una intoxicación de las aves al comer una alga que tiene un veneno en su interior. La planta abunda mucho en esta zona.
La toxina hallada, ácido domoico, daña directamente el sistema nervioso. Todos estos hechos le llevó a la escritora Daphne du Maurier y posteriormente Alfred Hitchcock la llevó a la gran pantalla.

## Galería

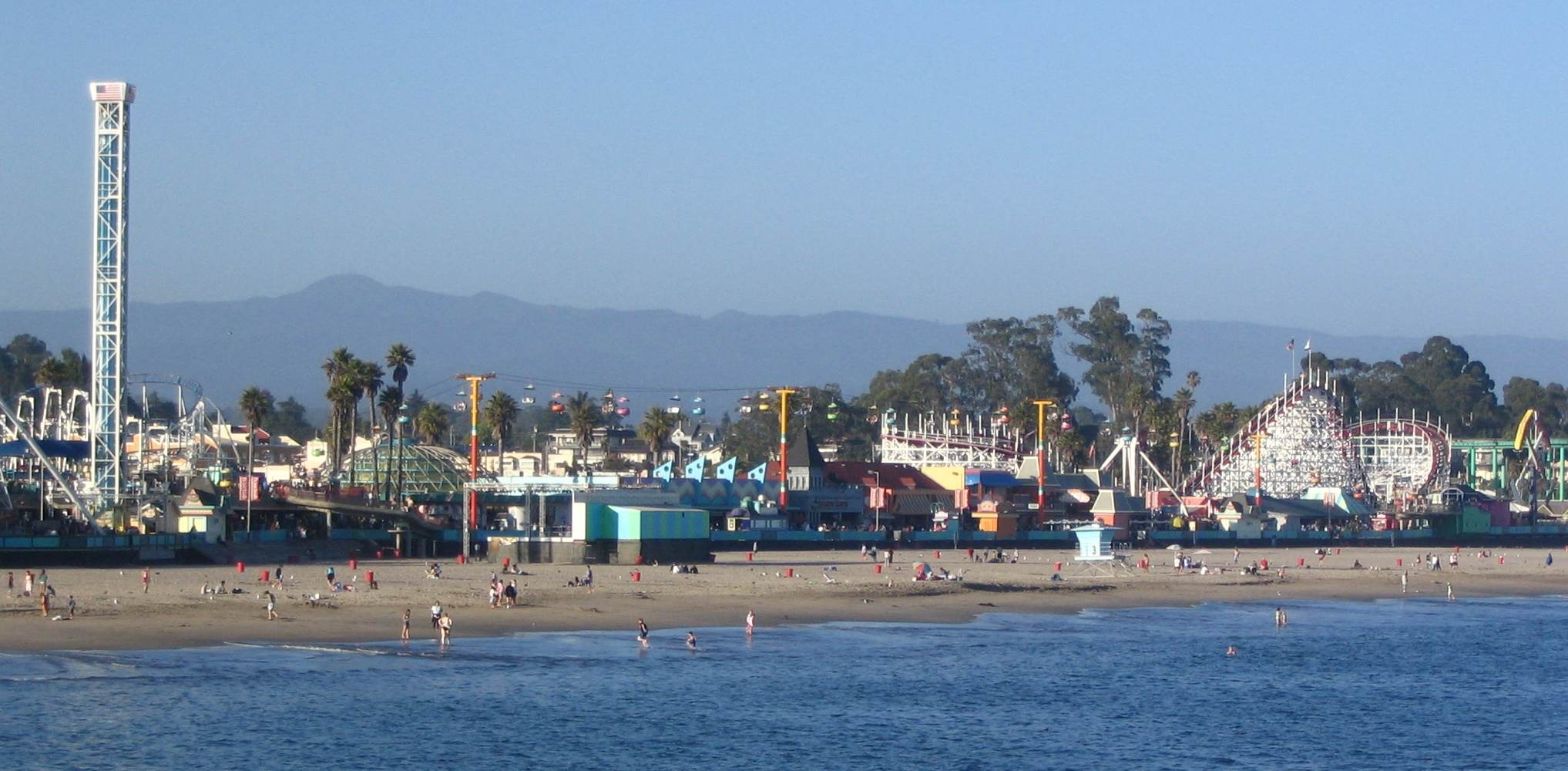
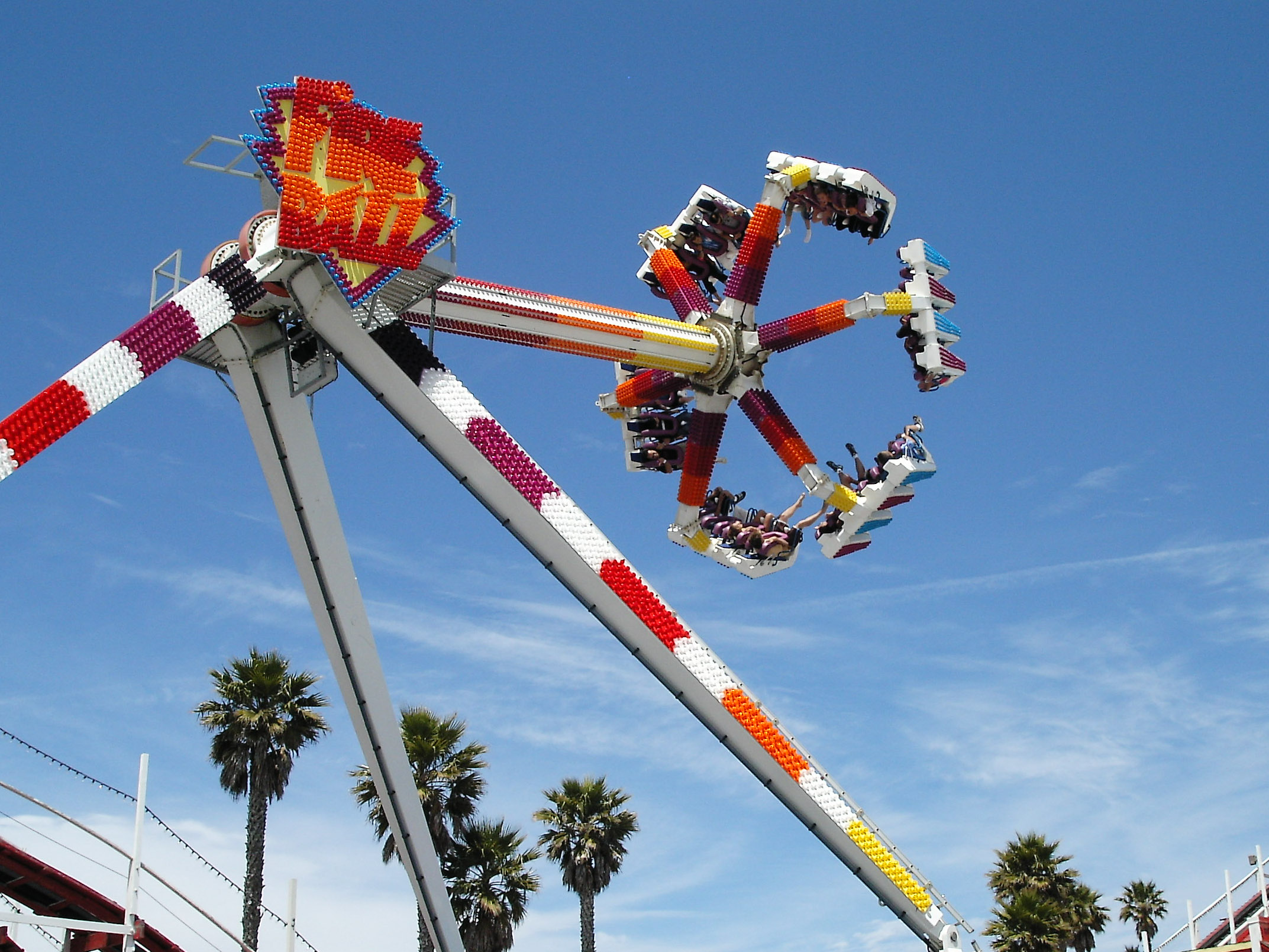
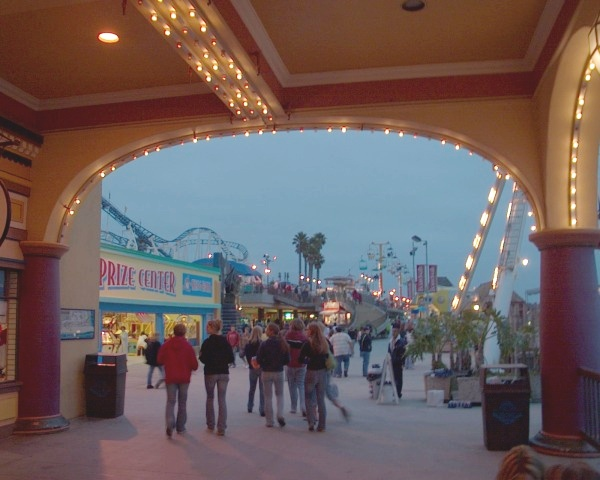

## Estaciones de Radio de Santa Cruz
- KSCO, 1080 AM
- KUSP, 88.9 FM
- KZSC, 88.1 FM
- Free Radio Santa Cruz, FRSC 101.1 FM
- KPIG, 107.5 FM

## Ciudades hermanadas
Santa Cruz está hermanada con las siguientes seis ciudades:
- Santa Cruz de Tenerife, Canarias, España.
- Alushta, República de Crimea, Rusia.
- Jinotepe, Nicaragua.
- Puerto La Cruz, Estado Anzoátegui, Venezuela.
- Sestri Levante, Liguria, Italia.
- Shingu, Prefectura de Wakayama, Japón.